# Venezuelas nationalförsamling
Nationalförsamlingen (Asamblea Nacional de la República Bolivariana de Venezuela) är namnet på den nationella lagstiftande församlingen i Venezuela. Församlingen består av 165 ledamöter. Den skapades efter godkännandet av 1999 års författning, och ersatte den tidigare Republikskongressen (Congreso de la República), som var en tvåkammarsförsamling.
Ordförande är Julio Borges, partimedlem i Primero Justicia.